# Schizaspidia malabarica
Schizaspidia malabarica (лат.) — вид паразитических наездников рода Schizaspidia из семейства Eucharitidae. Назван по имени места обнаружения.

## Распространение
Встречаются в Индии: Керала, Малабар.

## Описание
Мелкие хальцидоидные наездники, длина около 3 мм. Основная окраска чёрная с зеленоватым отблеском и желтовато-коричневатыми отметинами на ногах. Отличается от всех других видов Schizaspidia следующими признаками: брюшко вытянутое; петиоль и мезоплеврон морщинисто-пунктированные; скутеллярные отростки развиты, короткие; отростки члеников жгутика плоские; поперечная тёмная полоса на передних крыльях отсутствует. Предположительно как и другие близкие виды паразитоиды личинок и куколок муравьев (Formicidae).
Вид был впервые описан в 1985 году индийским гименоптерологом Текке Куруппате Нарендраном (1944—2013; Калькуттский университет, Индия) вместе с Schizaspidia brevifuniculata и Schizaspidia sitarami. Сходен с Schizaspidia coromandelica, но у последнего петиоль гладкий и брюшко субокгруглое.